# Кубок Кипра по волейболу среди мужчин 2009/2010
Мужской кубок Кипра по волейболу сезона 2009/2010 годов. В розыгрыше участвовали 8 клубов группы А национального чемпионата. Кубок игрался по системе на выбывание. Финал прошёл 23 апреля 2010 в Лимасоле.

## Матчи
Пояснение: первым указан клуб, игравший первый матч дома.

### Четвертьфиналы
- АЭК Каравас — Неа Саламина Фамагуста 3-0, 1-3
- Анагеннизис Дериния — ЭНП Паралимни 3-0, 1-3
- Омония Никосия — Пафиакос Пафос 3-0, 3-1
- Анортосис Фамагуста — Дионисос Пафос 1-3, 3-1

### Полуфиналы
- АЭК — Анагеннизис 3-0, 1-3
- Омония — Анортосис 3-2, 0-3

### Финал
- АЭК — Анортосис 3-2 (22-25, 23-25, 25-20, 25-18, 15-13)